# توماس تشارلز دونيلي
توماس تشارلز دونيلي هو سياسي كندي، ولد في 13 أكتوبر 1933 في كالغاري في كندا. حزبياً، نشط في الرابطة التقدمية المحافظة في ألبرتا ‏. وقد انتخب عضو الجمعية التشريعية ألبرتا.